# Anquetil-Károly Kolcsár
Anquetil-Károly Kolcsár (n. 12 decembrie 1968, Acățari, România) este un deputat român, ales în 2020 și în 2024 din partea UDMR.